# Sirksfelde
Sirksfelde est une commune allemande du Schleswig-Holstein, située dans l'arrondissement du duché de Lauenbourg (Kreis Herzogtum Lauenburg), à 13 kilomètres au nord-ouest de la ville de Mölln. Sirksfelde est l'une des 25 communes de l'Amt Sandesneben-Nusse dont le siège est à Sandesneben.